# Plagiotremus laudandus
Plagiotremus laudandus is een straalvinnige vissensoort uit de familie van de naakte slijmvissen (Blenniidae). De wetenschappelijke naam van de soort is voor het eerst geldig gepubliceerd in 1961 door Whitley.